# Ferland-et-Boilleau
Pour les articles homonymes, voir Ferland et Boilleau.
Ferland-et-Boilleau, ou simplement Ferland-Boilleau, est une municipalité québécoise qui fait partie de la municipalité régionale de comté (MRC) du Fjord-du-Saguenay sur la rive-sud de la rivière Saguenay. Située au nord du massif du Lac Jacques-Cartier, cette municipalité du Saguenay–Lac-Saint-Jean possède une économie basée sur l'exploitation forestière et la villégiature.

## Toponymie
La municipalité de Ferland-et-Boilleau emprunte son nom aux cantons de Ferland et de Boilleau érigés en 1916 en l'honneur de l'abbé et historien Jean-Baptiste-Antoine Ferland (1805-1865), et de Charles-Henri-Philippe Gauldrée-Boilleau, qui a été consul de France au Canada de 1859 à 1863.

## Géographie
Le territoire de Ferland-et-Boilleau est bordé au nord par l'arrondissement La Baie de la Ville de Saguenay. la population de Ferland-et-Boilleau est surtout concentrée aux abords de la Route 381 qui longe la rivière des Ha! Ha! en aval du Lac Ha! Ha! et du Mont du Four.
La rivière des Ha! Ha! traverse le centre de la municipalité du sud vers le nord.
À partir du lac des Cèdres, dans le nord-est, la rivière des Cèdres coule vers l'ouest jusqu'à sa confluence avec la rivière des Ha! Ha!.
Le Bras d'Hamel en traverse l'ouest vers le nord-est jusqu'à sa confluence avec la rivière des Ha! Ha!.
À partir de son crénon, dans le nord-ouest, le Bras Rocheux coule vers le nord-est jusqu'à sa confluence avec la rivière des Ha! Ha! dans Saguenay.
La rivière à Mars traverse la point ouest de la municipalité vers le nord.

## Démographie
| 1951  | 1956 | 1976 | 1981 | 1991 | 1996 |
| ----- | ---- | ---- | ---- | ---- | ---- |
| 1 022 | 976  | 713  | 695  | 669  | 652  |

| 2001 | 2006 | 2011 | 2016 | 2021 | - |
| ---- | ---- | ---- | ---- | ---- | - |
| 629  | 626  | 583  | 540  | 632  | - |

## Administration

### Conseil municipal
Le conseil municipal est composé d'un maire et de six conseillers, élus en bloc sans division territoriale. Les élections municipales ont lieu tous les quatre ans et ne sont pas partisanes.
| mandat      | fonction    | nom                 |
| ----------- | ----------- | ------------------- |
| 2013 - 2017 | maire       | Hervé Simard        |
| 2013 - 2017 | conseillers |                     |
| 2013 - 2017 | #1          | Grégoire Girard     |
| 2013 - 2017 | #2          | François Fracheboud |
| 2013 - 2017 | #3          | Réginald Gagnon     |
| 2013 - 2017 | #4          | Janic Gagnon        |
| 2013 - 2017 | #5          | Patricia Durand     |
| 2013 - 2017 | #6          | Jean Simard         |

| Ferland-et-Boilleau Maires depuis 2001                                                                               |               |         |          |
| Élection | Maire         | Qualité | Résultat |
| 2001 | Jean Simard   |         | Voir     |
| 2005 | Carmen Simard |         | Voir     |
| 2009 | Carmen Simard | Voir    |          |
| 2013 | Hervé Simard  |         | Voir     |
| 2017 | Hervé Simard  | Voir    |          |
| 2021 | Hervé Simard  | Voir    |          |
| Élection partielle en italique Depuis 2005, les élections sont simultanées dans toutes les municipalités québécoises |               |         |          |